# Pavane
De pavane is een oude Italiaans-Spaanse hofdans, langzaam en statig, en is in een even maatsoort geschreven, bijvoorbeeld : 2/2, 2/4, 4/4, 6/4, 6/8 etc. De waardige, schrijdende dansvorm van de pavane paste uitstekend bij de nieuwe, wat sobere manieren van het 16e-eeuwse hofleven.

## Pavane als muziekvorm
Na 1636 raakte de pavane volledig uit de mode, en werd niet meer gedanst. Als muziekvorm bleef de pavane echter nog wel gehandhaafd. De Engelse componist Henry Purcell (1658-1695) bijvoorbeeld schreef een pavane, nog helemaal in de trant van de hofdans. Andere Engelse componisten van pavanes uit die tijd: Peter Philips, Thomas Wheelkes en John Bull, allen hofcomponisten aan het Engelse hof van koningin Elizabeth.
Ook aan het hof van Lodewijk XIV van Frankrijk werd de pavane vervangen door andere dansen, zoals de courante. Een korte opbloei van de dans ontstond in de 18e eeuw, in de instrumentale kunstvorm van de tombeau. Zo blijkt dat de pavane als muziekstuk de dans overleefde, honderden jaren nadat de pavane zelf al niet meer werd gedanst.
Rond 1900 heeft Maurice Ravel met zijn Pavane pour une infante défunte en de pavane in Ma Mère l'Oye deze vorstelijke dans gemoderniseerd. Ook Gabriel Fauré schreef in 1886 een versie van de pavane. Deze wordt beschouwd als een van de mooiste composities van zijn oeuvre en wordt daarom vaak op concerten ten gehore gebracht. Een jaar later bewerkte Fauré deze pavane voor kooruitvoering, op een tekst van Robert de Montesquiou.